# Country Albums
De Country Albums (ook wel Top Country Albums) is een hitlijst die gepubliceerd wordt door Billboard. De lijst omvat statistieken van countryalbums die populair zijn in de Verenigde Staten. De gegevens zijn gebaseerd op verkoopcijfers, die samengesteld zijn door Nielsen SoundScan.